# Vranov, Tachov
Vranov là một làng thuộc huyện Tachov, vùng Plzeňský, Cộng hòa Séc.